# Carnotite
La carnotite est une espèce minérale radioactive formée de vanadate hydraté d'uranyle et de potassium, dont la teneur en eau peut varier et qui peut contenir des traces de calcium, baryum, magnésium, fer et sodium. Les cristaux sont rares et n'excèdent pas 2 mm, ce minéral se rencontre le plus souvent sous forme pulvérulente.  

## Inventeur et étymologie
Décrite par les minéralogistes Charles Friedel et Édouard Cumenge en 1899, et dédiée au chimiste français et ingénieur des mines Marie-Adolphe Carnot (1839-1920).

## Topotype
- Rajah Mine, District d'Uravan, Comté de Montrose, Colorado, États-Unis

## Cristallographie
La carnotite déshydratée cristallise dans le groupe d'espace monoclinique P21/a (Z = 2).
- Paramètres de la maille conventionnelle : {\displaystyle a} = 10,47 Å, {\displaystyle b} = 8,41 Å, {\displaystyle c} = 6,59 Å, β = 103,83° (V = 563,45 Å3)
- Densité calculée = 5 g cm−3

Le potassium est entouré par 9 atomes d'oxygène, avec une longueur de liaison K-O moyenne de 3,14 Å.
L'uranium est entouré par 7 atomes d'oxygène en coordination pentagonale bipyramidale aplatie (groupes UO7) : la longueur de liaison U-O moyenne dans la base pentagonale est 2,30 Å, les atomes d'oxygène formant les sommets de la bipyramide sont à une distance moyenne de 1,63 Å de l'uranium. Les groupes UO7 sont regroupés deux à deux par une arête de la base pentagonale et forment des groupes U2O12.
Le vanadium est entouré par 5 atomes d'oxygène en coordination tétragonale pyramidale déformée : la longueur de liaison V-O moyenne dans la base de la pyramide est 1,88 Å, l'atome d'oxygène au sommet est à une distance de 1,54 Å du vanadium. Les pyramides VO5 sont reliées entre elles par une arête de la base et forment des dimères V2O8 ; dans un tel dimère, les sommets des deux pyramides pointent vers des directions opposées.
Les dimères V2O8 sont reliés aux groupes U2O12 par des arêtes et forment des couches U2V2O12 parallèles au plan (a, b), séparées par les atomes de potassium.
La structure de la carnotite est très similaire à celle de la francevillite. Le cation divalent Ba2+ de la francevillite est remplacé dans la carnotite par deux cations monovalents K+. La différence dans la coordination de l'uranium provient des différentes teneurs en molécules d'eau dans ces deux espèces minérales.

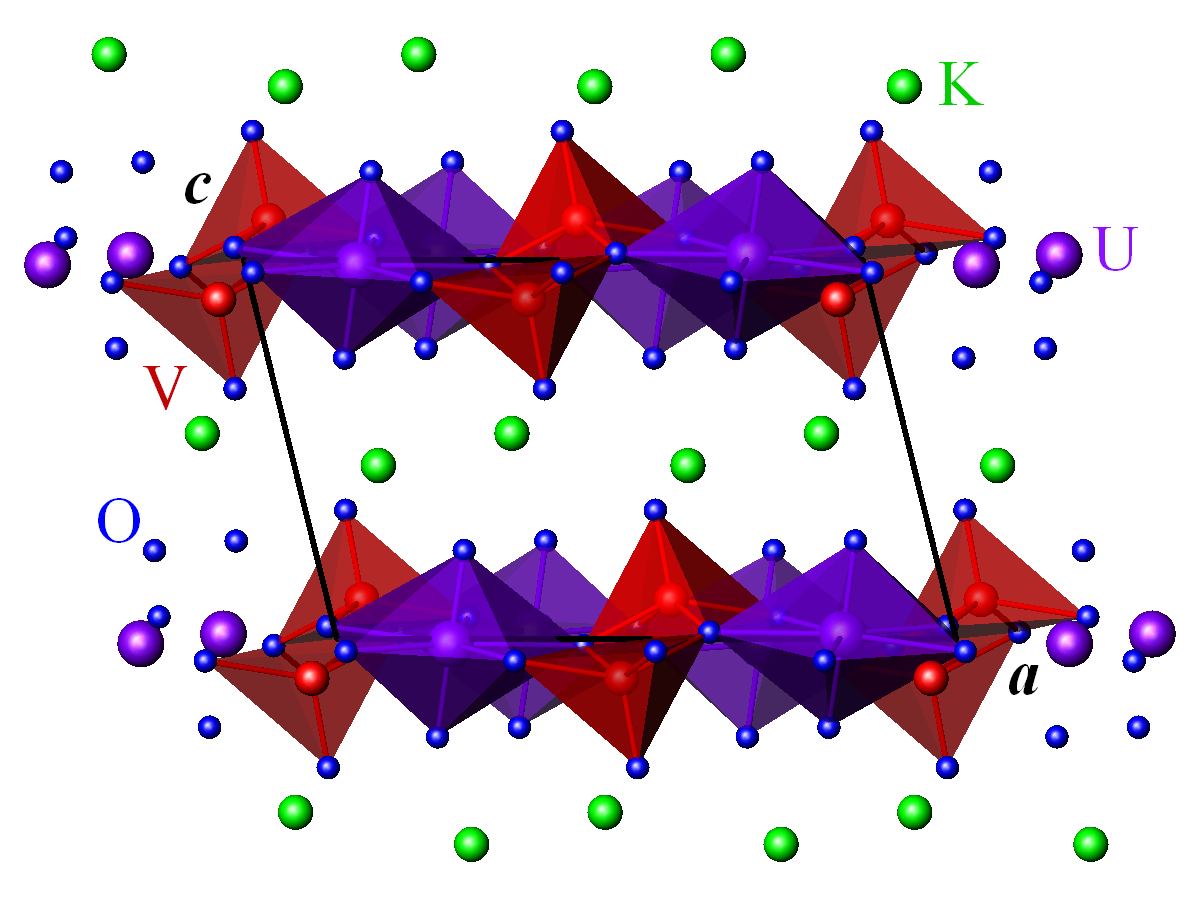
Structure de la carnotite déshydratée, projetée sur le plan (a, c). Violet : U, rouge : V, vert : K, bleu : O.
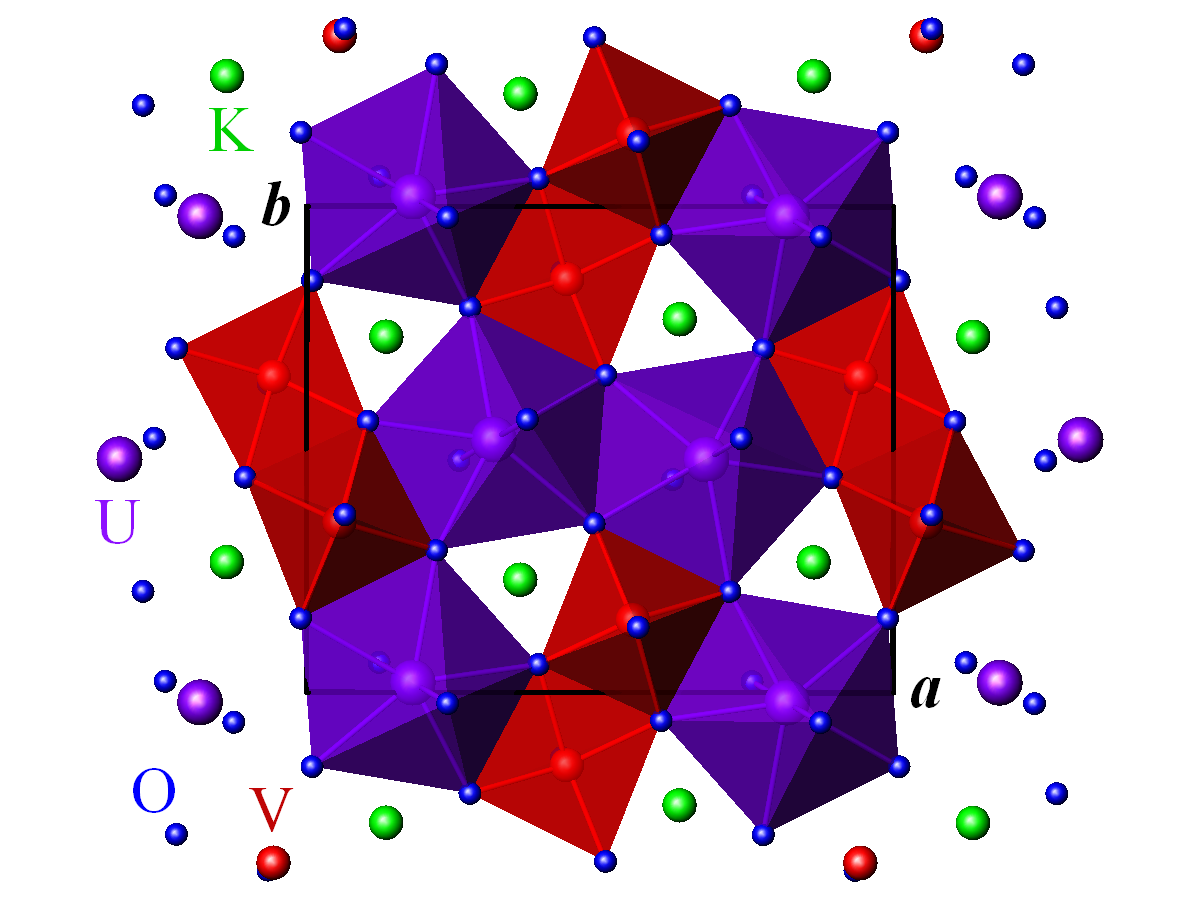
Structure de la carnotite déshydratée, projetée sur le plan (a, b). Violet : U, rouge : V, vert : K, bleu : O.

## Cristallochimie
La carnotite sert de chef de file à un groupe de minéraux isostructuraux.

### Groupe de la carnotite
- Carnotite : K2(UO2)2(VO4)2·3H2O
- Margaritasite : (Cs,K,H3O)2(UO2)2(VO4)2·H2O
- Sengierite : Cu2(UO2)2(VO4)2·6H2O
- Strelkinite : Na2(UO2)2(VO4)2·6H2O
- Tyuyamunite : Ca2(UO2)2(VO4)2·5-8H2O

## Gîtologie
- Typiquement dans les paléochenaux en grès tels que ceux du plateau du Colorado avec des dépôts type U-V, trouvés près de la matière carbonée fossile.
- Comme produit d'altération de l'uraninite, montroséite, ou de la davidite.

### minéraux associés
- Barite, gypse, hewettite, métatyuyamunite, rossite, tangeite, métatorbernite, tyuyamunite, volborthite, plusieurs oxydes U–V.

## Variété
- Thallian Carnotite : carnotite riche en thallium[5].

## Gisements remarquables
France
- Les Montmins (Veine Ste Barbe), Échassières, Ébreuil, Allier, Auvergne[6]

 Gabon
- Mine de Mounana, Franceville, Haut-Ogooué[7]

 Italie
- Legarelle, Viterbo, Province de Viterbo, Latium[8]

 Madagascar
- Vallée d'Honko, Communedec Beravina, District de Morafenobe, Région de Melaky, Mahajanga[9]

 Tchéquie
- Horní Slavkov (Schlaggenwald), Région de Karlovy Vary, Bohème[10]

## Utilité
La carnotite a une certaine importance économique comme minerai d'uranium.